# منتخب البرتغال لكرة القاعدة
منتخب البرتغال لكرة القاعدة هو ممثل البرتغال الرسمي في المنافسات الدولية في كرة القاعدة .